# 佩索斯
佩索斯，是西班牙阿斯图里亚斯的一个市镇。总面积39平方公里，总人口241人（2001年），人口密度6人/平方公里。